# Le Origini Di Adriano Celentano
«Le Origini Di Adriano Celentano» (укр. «Витоки Адріано Челентано») — збірник пісень італійського співака та кіноактора Адріано Челентано, випущений у 1997 році під лейблом «Clan Celentano».

## Про збірник
До збірника увійшли пісні з репертуару Адріано Челентано 1950-х і 1960-х років. Збірник випускався на CD і LP. У 1999 році вийшло продовження збірника під аналогічною назвою «Le Origini Di Adriano Celentano. Vol.2».

## Трек-лист
CD
| #     | Назва                                                                                        | Автор слів                             | Автор музики                             | Тривалість |
| ----- | -------------------------------------------------------------------------------------------- | -------------------------------------- | ---------------------------------------- | ---------- |
| 1.    | «Il tuo bacio è come un rock» (Adriano Celentano con Giulio Libano e la sua orchestra, 1960) | П'єро Вівареллі, Лучіо Фульчі          | Адріано Челентано, Еціо Леоні            | 2:01       |
| 2.    | «Impazzivo per te» (Furore, 1960)                                                            | Мікі Дель Прете                        | Адріано Челентано, Еціо Леоні            | 2:01       |
| 3.    | «24.000 baci» (A New Orleans, 1963)                                                          | П'єро Вівареллі, Лучіо Фульчі          | Адріано Челентано, Еціо Леоні            | 2:18       |
| 4.    | «Nata per me» (A New Orleans, 1963)                                                          | Мікі Дель Прете, Могол                 | Адріано Челентано, Детто Маріано         | 2:38       |
| 5.    | «Si è spento il sole» (A New Orleans, 1963)                                                  | Лучано Беретта, Мікі Дель Прете        | Адріано Челентано, Еціо Леоні            | 2:55       |
| 6.    | «Stai lontana da me» (Non mi dir, 1965)                                                      | Могол                                  | Берт Бакарак                             | 2:13       |
| 7.    | «Sei rimasta sola» (Non mi dir, 1965)                                                        | Мікі Дель Прете                        | Рікі Джанко                              | 2:21       |
| 8.    | «Pregherò» (Non mi dir, 1965)                                                                | Дон Бакі                               | Бен Кінг, Елмо Глік                      | 2:58       |
| 9.    | «Il tangaccio» (в альбоми не увійшла)                                                        | Мікі Дель Прете, Могол                 | Джанні Маркетті                          | 2:04       |
| 10.   | «Sabato triste» (Non mi dir, 1965)                                                           | Мікі Дель Прете, Дон Бакі              | Адріано Челентано Детто Маріано          | 2:56       |
| 11.   | «Il problema più importante» (Non mi dir, 1965)                                              | Лучано Беретта, Мікі Дель Прете        | Руді Кларк                               | 2:24       |
| 12.   | «Ciao ragazzi» (Non mi dir, 1965)                                                            | Мікі Дель Прете, Могол                 | Адріано Челентано, Детто Маріано         | 2:35       |
| 13.   | «Sono un simpatico» (Il ragazzo della via Gluck, 1966)                                       | Лучано Беретта, Розаріо Лева, Дон Бакі | Джанфранко Ревербері                     | 2:44       |
| 14.   | «La festa» (La festa, 1966)                                                                  | Лучано Беретта, Мікі Дель Прете        | Піно Массара                             | 3:21       |
| 15.   | «Il ragazzo della via Gluck» (La festa, 1966)                                                | Лучано Беретта, Мікі Дель Прете        | Адріано Челентано, Детто Маріано         | 4:02       |
| 16.   | «Mondo in MI 7ª» (Le robe che ha detto Adriano, 1969)                                        | Лучано Беретта, Мікі Дель Прете, Могол | Адріано Челентано, Детто Маріано         | 6:07       |
| 17.   | «La coppia più bella del mondo» (Azzurro/Una carezza in un pugno, 1968)                      | Лучано Беретта, Мікі Дель Прете        | Паоло Конте, Мікеле Вірано, Піно Массара | 3:03       |
| 18.   | «Tre passi avanti» (Azzurro/Una carezza in un pugno, 1968)                                   | Лучано Беретта, Мікі Дель Прете        | Адріано Челентано, Детто Маріано         | 3:32       |
| 19.   | «Canzone» (Azzurro/Una carezza in un pugno, 1968)                                            | Дон Бакі                               | Дон Бакі, Детто Маріано                  | 2:42       |
| 20.   | «Azzurro» (Azzurro/Una carezza in un pugno, 1968)                                            | Віто Паллавічіні                       | Паоло Конте, Мікеле Вірано               | 3:40       |
| 58:35 |                                                                                              |                                        |                                          |            |

LP
сторона «А»
треки: 1—10
сторона «Б»
треки: 11—20

## Видання
| Назва                                                   | Лейбл                          | Маркування         | Країна | Рік  |
| ------------------------------------------------------- | ------------------------------ | ------------------ | ------ | ---- |
| Le Origini Di Adriano Celentano (CD)                    | Clan Celentano, Clan Celentano | CLN 20422, 4970102 | Італія | 1997 |
| Le Origini Di Adriano Celentano Volume 1●1957-1968 (CD) | RTI Music, Clan Celentano      | RTI 11612          | Італія | 1997 |
| Le Origini Di Adriano Celentano (LP)                    | Clan Celentano                 | RTI 11611          | Італія | 1997 |